# La Manière forte (film, 1991)
Pour les articles homonymes, voir La Manière forte et The Hard Way.
Pour plus de détails, voir Fiche technique et Distribution.
La Manière forte ou Jouer dur au Québec (The Hard Way) est un film américain réalisé par John Badham, sorti en 1991.

## Synopsis
Nick Lang, est une star hollywoodienne, principalement connue pour son personnage de films d'action  « Smoking » Joe Gunn. L'acteur tient absolument à briser l'image de gentil au grand cœur qui lui colle à la peau. Il espère y arriver avec le rôle d'un policier coriace et cynique dans le film Blood on the Asphalt. Pour s'y préparer, il décide de passer du temps avec un véritable policier. Nick quitte donc Hollywood pour arpenter pendant quelques semaines les rues de New York au côté de l'inspecteur John Moss. Ce dernier traque un tueur en série surnommé le « Videur Fou ».

## Fiche technique
Sauf indication contraire, les informations mentionnées dans cette section peuvent être confirmées par la base de données cinématographiques IMDb,  présente dans la section « Liens externes ».
- Titre original : The Hard Way
- Titre français : La manière forte
- Titre québécois : Jouer dur
- Réalisation : John Badham
- Scénario : Lem Dobbs et Daniel Pyne, d'après une histoire de Michael Kozoll et Daniel Pyne
- Directeurs de la photographie : Don McAlpine et Robert Primes
- Musique : Arthur B. Rubinstein
- Montage : Tony Lombardo et Frank Morriss
- Production : Rob Cohen et William Sackheim

Producteurs associés : D. J. Caruso et Keith Rubinstein
Coproducteur : Peter R. McIntosh
- Sociétés de production : The Badham-Cohen Group
- Distribution : Universal Pictures (États-Unis), United International Pictures (France)
- Langue originale : anglais
- Format : Couleur - 2,35:1 - son : Dolby
- Pays d'origine :  États-Unis
- Genre : comédie policière, buddy movie
- Durée : 110 minutes
- Dates de sortie :
  - États-Unis : 8 mars 1991
  - France : 10 juillet 1991

## Distribution
- Michael J. Fox (VF : Luq Hamet) : Nick Lang
- James Woods (VF : Joël Martineau) : le lieutenant John Moss
- Stephen Lang (VF : Bernard Tiphaine) : le « Videur fou » (Party Crasher en VO)
- Annabella Sciorra (VF : Marie Vincent) : Susan
- John Capodice (VF : Luc Florian) : l'inspecteur Grainy
- Delroy Lindo (VF : Daniel Sarky) : le capitaine Brix
- Luis Guzmán (VF : Mostéfa Stiti) : l'inspecteur Benny Pooley
- LL Cool J (VF : Tola Koukoui) : l'inspecteur Billy
- Mary Mara (VF : Pascale Vital) : l'inspecteur China
- Penny Marshall (VF : Paule Emanuele) : Angie
- Christina Ricci : Bonnie
- Kathy Najimy : la fille du vendredi
- Lewis Black : un banquier
- Bill Cobbs : l'homme en haillons
- Bryant Gumbel : lui-même
- Curtis McClarin : Dead Romeos
- Conrad Roberts (en) : Witherspoon
- Fabio Lanzoni : un homme au night-club

## Production
Universal Pictures souhaite initialement Kevin Kline et Gene Hackman dans les rôles respectifs de Nick Lang et John Moss. Jack Nicholson a également été envisagé pour le rôle du lieutenant John Moss.
Le tournage a lieu de mai à août 1990, à New York (Brooklyn), Chicago et Deal (New Jersey). Le tournage a duré 13 semaines, contre 16 initialement prévues. Rob Cohen s'est donc chargé du tournage de plusieurs scènes via la seconde équipe. Robert Primes est initialement engagé comme directeur de la photographie mais le réalisateur le trouve trop lent et le remplace par Donald McAlpine.

## Accueil
Le film reçoit des critiques plutôt positives. Sur l'agrégateur américain Rotten Tomatoes, il récolte 75% d'opinions favorables pour 20 critiques et une note moyenne de 5,74⁄10.
Le film rapporte 65 595 485 $ au box-office dans le monde, dont 25 895 485 $ aux États-Unis mais n'enregistre que 309 539 spectateurs dans les salles françaises.

## Distinction
Le film est nommé aux MTV Movie & TV Awards 1992 pour la meilleure scène d'action (pour la séquence finale sur les toits).

## Commentaires
- C'est durant le tournage de ce film que Michael J. Fox aurait ressenti les premiers symptômes de la maladie de Parkinson.
- L'arme customisée utilisée par le personnage joué par Stephen Lang est un pistolet Wildey, visible également aux mains de Charles Bronson dans Le Justicier de New York.

## Clins d’œil
- Lorsque Nick Lang imagine un scénario concernant la vengeance du Videur Fou sur Moss, il cite notamment l'exemple du cheval de course décapité. Il s'agit d'un clin d'œil au Parrain dans lequel le producteur Jack Woltz retrouvait la tête de son étalon fétiche sous ses draps de lit.
- Le film dans lequel Nick Lang incarne l'inspecteur Ray Casanov s'intitule Le Bon, le Badge et le Truand (The Good, the Badge & the Ugly), un dérivé parodique du film Le Bon, la Brute et le Truand (The Good, the Bad & the Ugly) de Sergio Leone.
- Dans la bande-annonce de Smoking Gun II, on peut apercevoir un jet privé exploser. Il s'agit d'une image provenant de l'épisode pilote de la série K 2000 (elle-aussi produite par Universal). Dans la version française, cette bande-annonce est commentée par Jacques Frantz, voix française de Robert De Niro et Mel Gibson (cité dans le film comme étant le prétendant au rôle de Ray Casanov).
- Dans le cinéma où est projeté le film de Nick Lang, on peut voir une affiche de Comme un oiseau sur la branche (1990), précédent film de John Badham[1].